# Racci
Racci či rackové jsou mořští ptáci z podřádu racci (Lari) a čeledi rackovitých (Laridae), v rámci které utváří podčeleď Larinae. Až do 21. století se všichni rackové řadili do stejného rodu Larus, který se však ukázal polyfyletický a moderní taxonomie rozděluje racky do více než 10 rodů.
Rackové jsou ptáci střední až větší velikosti, jejich opeření je typicky bílé či šedé s různou měrou černého zbarvení na hlavě a na křídlech. Jejich zobák je statný, nohy blánovité. Mají výrazný hlasitý hlasový projev. Většina racků hnízdí na zemi. Jsou to primárně masožravci, avšak často se živí oportunisticky a hlavně v přístavních městech jsou známí požíráním zbytků lidských jídel.